# يوهان غوتنبرغ
يوهان غنزفلايش تسر لادن تسوم غوتنبرغ (بالألمانية: Johannes Gutenberg) ( 1398 م - 1468 م ) مخترع ألماني ولد في 1398م وتوفى في 3 فبراير 1468م. قام في سنة 1447 بتطوير قوالب الحروف التي توضع بجوار بعضها البعض ثم يوضع فوقها الورق ثم يضغط عليه فتكون المطبوعة. مطوراً بذلك علم الطباعة الذي اخترع قبل ذلك في كوريا في سنة 1234م، ويعتبر مخترع الطباعة الحديثة.
ولد في مدينة ماينتس ألمانيا. وقد ابتدع الحروف المصقولة والمنفصل بعضها عن بعض، والتي يمكن ربطها وشدها فتتكون منها جميعاً كتله واحدة توضع فوقها الصفحات، ولم يكسب غوتنبرغ من وراء اختراعه هذا شيئاً، بل إنه عندما طبع [الكتاب المقدس] نسى أن يكتب اسمه على صفحاته.
و قد استغرقته المشاكل والقضايا، ثم استغرقه العمل، ومضى فيه دون أن يدري أنه حقق للإنسانية إنجازاً رائعاً.
يُعرف يوهان غوتنبرغ عموماً بأنه أول الأوروبيين الرواد في فن الطباعة بالحروف المتحركة، وكان سبق للصينيين أن ابتكروا قبل قرون مثل هذه الطباعة، ولكن أختراعهم هذا لم يبلغ قط أوروبا ، على ما في ذلك من غرابة، يوهان غوتنبرغ لم يسمع به، وكانت مطبعته تعمل لسنة 1430 م، ولو أنه عرف لكان طبع كرَّاساً يدين فيه الإنجليز لحرقهم جان دارك .
وليس من المؤكد إذا كان ثمة كتب من طبع يوهان غوتنبرغ ما تزال محفوظة إلى اليوم، ولكن هناك توراة تُعرف بتوراة غوتنبرغ وجدت في المكتبة الفرنسية سنة 1760 م، وفي عام 1901 م إكتشف أحدهم جزءاً من تقويم أو روزنامة، ويقال إنها من طباعته .

## مطلع حياته
وُلد غوتنبرغ في مدينة ماينتس الألمانية، الابن الأصغر للتاجر الأرستقراطي فريلي جينسفليش زور لادن، وزوجته الثانية، إلسي ويريش، التي كانت ابنة صاحب متجر. من المفترض أنه عُمد في المنطقة القريبة من محل ميلاده، القديس كريستوف. وفقًا لبعض الروايات، كان فريلي صائغ الذهب لأسقف ماينز، ولكن على الأرجح، شارك في تجارة الملابس. ليس معروفًا عام ميلاد غوتنبرغ بالضبط، ولكنه كان في يوم غير محدد ما بين عامي 1394 و1404. في التسعينات من القرن التاسع عشر، صرحت مدينة ماينز بأن تاريخ ميلاده الرسمي والرمزي هو 24 يونيو عام 1400.
يقول جون لينهارد، مؤرخ تكنولوجي، «معظم حياة غوتنبرغ المبكرة لغزًا. عمل والده مع دار السك الكنيسية. نشأ غوتنبرغ وهو يعرف تجارة صياغة الذهب». يؤيد هذا المؤرخ هاينريش والأو، الذي يضيف: «في القرنين الرابع عشر والخامس عشر، طالب [أجداده] بموقع موروث باعتبارهم ... خدم أسرة رئيس دار السك الأسقفية. وبهذه الطريقة اكتسبوا دون شك معرفة كبيرة ومهارة تقنية في الأعمال المعدنية. زودوا دار السك بالمعدن الذي سيُصاغ وغيروا الأنواع المختلفة من النقود المعدنية، وكان لهم مكان في الجنايات في قضايا التزوير».
يضيف والأو: «اشتُق اسم العائلة من المنزل الذي يسكنه والده وأجداده زو لادن وزو غوتنبرغ. كانت عائلة غانسفليش أحد العائلات الأرستقراطية في البلدة، ويعود أصلها إلى القرن الثالث عشر». غالبًا ما يُسمى بطارقة الروم (النخبة الثرية والسياسية) في ماينز باسم المنازل التي يمتلكونها. حوالي عام 1427، وُثق اسم زو غوتنبرغ، وأُطلق على منزل العائلة في ماينتس، الذي اُستخدم أول مرة.
في عام 1411، كانت هناك انتفاضة في ماينز ضد بطارقة الروم، وأُجبرت أكثر من مائة عائلة على المغادرة. نتيجةً لذلك، يُعتقد أن عائلة غوتنبرغ قد انتقلت إلى ألتا فيلا، حيث كانت والدته تملك عقارًا موروثًا. وفقًا للمؤرخ هاينريش والأو، «كل ما يُعرف عن شبابه هو أنه لم يكن في ماينز في عام 1430. من المفترض أنه هاجر لأسباب سياسية إلى ستراسبورغ، حيث يُحتمل أنه كان للعائلة صلات». من المفترض أنه درس في جامعة إرفورت، حيث يوجد سجل قيد لطالب يدعى يوهانس دي ألتافيلا في عام 1418، ألتافيلا هو الشكل اللاتيني لألتا فيلا على نهر الراين.
لا يوجد شيء معروف الآن عن حياة غوتنبرغ للسنوات الخمس عشرة التالية، ولكن في مارس عام 1434، تُشير رسالة مكتوبة من قبله إلى أنه كان يعيش في ستراسبورغ، حيث كان لديه بعض الأقارب من جهة والدته. كما يبدو أنه كان عضوًا في كلية جولدسميث مُسجلًا في ميليشيا ستراسبورغ. في عام 1437، هناك دليل على أنه كان يدرب تاجرًا ثريًا على تلميع الأحجار الكريمة، ولكن مكان اكتساب هذه المعرفة غير معروف. في عام 1436/1437، وصل اسمه أيضًا إلى المحكمة بخصوص وعد كاذب بالزواج من امرأة من ستراسبورغ، إنلين. لم يُسجل ما إذا كان الزواج قد حدث بالفعل أم لا. عقب وفاة والده في عام 1419، ذُكر اسمه في إجراءات الميراث.

## كتب مطبوعة
بين عامي 1450 و1455، طبع غوتنبرغ عدة نصوص، بعضها ما يزال غير معروف؛ لم تكن تحمل نصوصه اسم الطابعة أو تاريخها، لذا فإن الإسناد ممكن فقط من خلال الأدلة المطبعية والمراجع الخارجية. طُبعت بالتأكيد العديد من وثائق الكنيسة بما في ذلك رسالة بابوية واثنين من صكوك الغفران، صدر أحدهما في ماينز. وبالنظر إلى أهمية الطباعة بكميات، أُمر بطباعة سبع إصدارات بأسلوبين، ما أدى إلى طباعة عدة آلاف من النسخ. ربما طبع غوتنبرغ بعض الإصدارات المطبوعة من آرس مينور، وهو كتاب مدرسي عن قواعد اللغة اللاتينية لإيليس دوناتيوس؛ يرجع تاريخها إما إلى عام 1451-1452 أو عام 1455.

## وصلات خارجية
- غوتنبرغ - مطلق ثورة الطباعة